# Aceratophallus hoctunanus
Aceratophallus hoctunanus är en mångfotingart som beskrevs av Chamberlin 1938. Aceratophallus hoctunanus ingår i släktet Aceratophallus och familjen Rhachodesmidae. Inga underarter finns listade i Catalogue of Life.